# Jörg Benne

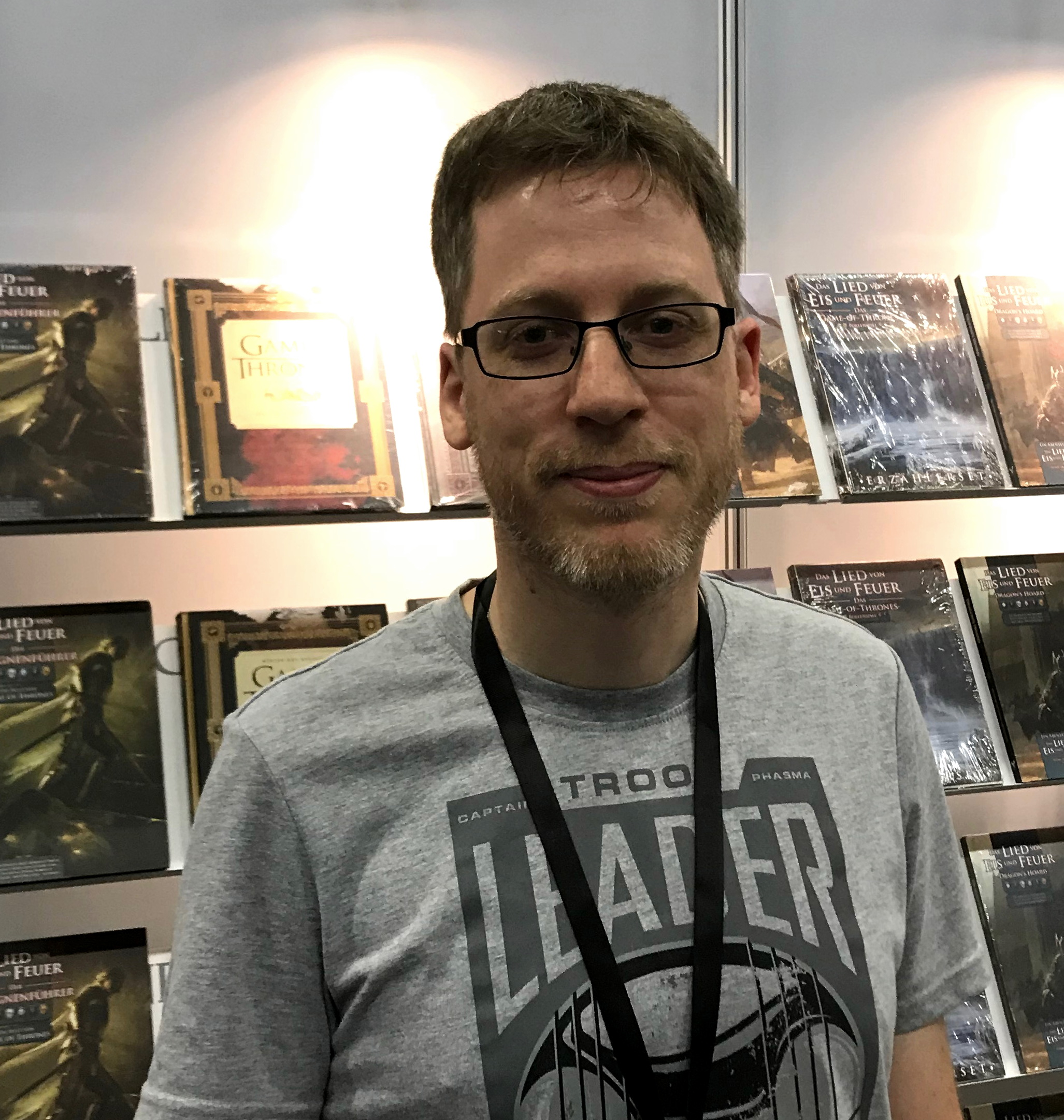
Jörg Benne auf der Role Play Convention in Köln, 2018

Jörg Benne (geboren 1975 in Bottrop-Kirchhellen) ist ein deutscher Romanautor, der sich auf Fantasyliteratur und Spielbücher spezialisiert hat.

## Biografie
Jörg Benne wurde 1975 in Bottrop-Kirchhellen geboren. Nach seiner Schulzeit studierte er Informatik und arbeitete mehrere Jahre als Software-Entwickler. 1999 startete er nebenbei das Online-Magazin GameCaptain.de, dessen Nachfolgeprojekt Captain-Fantastic.de er bis Mai 2018 betreute. Nach eigenen Angaben begann er bereits in der Grundschule Geschichten zu verfassen, seinen ersten Fantasy-Roman beendete er mit 20 und fand dafür auch einen Verlag, konnte ihn jedoch später aufgrund von Differenzen nicht mehr veröffentlichen. 2006 kehrte er zum Schreiben zurück und schrieb bis 2008 den Roman „Das Schicksal der Paladine – Verschollen“, der 2012 im Koios-Verlag als sein Erstling erschien. Danach schrieb er zwei weitere Teile, die ebenfalls in dem Verlag erschienen sind. Die drei Bände erschienen im Laufe des Jahres 2018 noch einmal im Papierverzierer Verlag.
2013 veröffentlichte Benne zudem mit Der Wisperwald ein Kinderbuch im Bookshouse Verlag. 2015 erschien dann im Mantikore-Verlag der Roman Legenden von Nuareth – Die Stunde der Helden, der 2018 als Die Stunde der Helden in einer zweiten Auflage veröffentlicht wurde. Ende 2017 veröffentlichte Mantikore den Horror-Roman Dämonengrab als epub-Version, die Printversion erschien im Januar 2018.
Mit Verax – Das Experiment ist im September 2018 ein erstes Spielbuch von Jörg Benne erschienen, dem im März 2021 mit Paulson's Peak ein weiteres folgte.
Benne ist Vater zweier Kinder und lebt mit seiner Familie in Ratingen.

## Veröffentlichungen
Romane
- Das Schicksal der Paladine 1: Verschollen. Koios-Verlag, 2012, ISBN 978-3-902837-01-1.
- Das Schicksal der Paladine 2: Gejagt. Koios-Verlag, 2013, ISBN 978-3-902837-10-3.
- Das Schicksal der Paladine 3: Gestrandet. Koios-Verlag, 2014, ISBN 978-3-902837-22-6.
- Der Wisperwald. Bookshouse Verlag, 2013, ISBN 978-9963-724-13-0.
- Legenden von Nuareth – Die Stunde der Helden. 1. Auflage. Mantikore Verlag, 2015, ISBN 978-3-96188-042-3.
- Die Stunde der Helden. 2. Auflage. Mantikore Verlag, 2018, ISBN 978-3-945493-21-2.
- Dämonengrab. Mantikore Verlag, 2017, ISBN 978-3-96188-038-6.
- Königsfeuer. Machandel Verlag, 2019, ISBN 978-3-95959-153-9.

Spielbücher
- Verax – Das Experiment. Mantikore Verlag, 2018, ISBN 978-3-96188-008-9.
- Paulson's Peak. Mantikore Verlag, 2021, ISBN 978-3-96188-139-0.

## Belege
1. 1 2 3 4  Über mich auf der Website von Jörg Benne; aufgerufen am 7. Mai 2018.
2. ↑  Impressum von captain-fantastic.de; aufgerufen am 7. Mai 2018.
3. ↑  Jörg Benne. In: Offizielle Seite des Papierverzierer Verlages. Abgerufen am 4. März 2019.
4. 1 2  Jörg Benne beim Mantikore-Verlag; aufgerufen am 7. Mai 2018.

| Personendaten    | Personendaten        |
| ---------------- | -------------------- |
| NAME             | Benne, Jörg          |
| KURZBESCHREIBUNG | deutscher Romanautor |
| GEBURTSDATUM     | 1975                 |
| GEBURTSORT       | Bottrop-Kirchhellen  |